# Muradidi
I Muradidi (in arabo دولة مرادية‎?, Dawlat Murādiyya, ossia "dinastia dei Muradidi") è stata una dinastia tunisina che ha regnato sul Paese dal 1613 al 1702.

## Storia
Fondata da Mourad Bey, giannizzero d'origine còrsa, nominato Dey da Yusuf Dey nel 1613 e messo al comando della colonna armata (muhalla) incaricata dell'esazione delle imposte e della pacificazione dell'interno del Paese. Ottiene in seguito il titolo di Pascià di Tunisi da parte del sultano ottomano. Alla morte gli succedono Hammuda Pascià Bey, Murad II Bey, Muhammad Bey al-Muradi, Ramadan Bey e infine Murad III Bey. Questi Bey dividono il loro potere con la potente milizia turca dei giannizzeri, guidata dal Dey eletto da essa stessa, benché accada di frequente che i Muradidi influenzino fortemente il voto del Diwan.
Si assiste a una guerra civile, chiamata " Rivoluzione di Tunisi, verso la seconda metà del XVII secolo, che contrappone figli di Murad II Bey: Vi è allora l'intervento del Dey d'Algeri, della sua milizia, delle tribù del NO e il forte coinvolgimento del Dey che assume di nuovo in questo periodo i poteri che gli erano stati tolti da Hammuda Pascià Bey e da Murad II Bey.
Il regno muradide termina nel 1702 con un colpo di Stato di Ibrahim Sharif, agha dei giannizzeri, che depone l'ultimo Bey muradide con il consenso di Istanbul e che assassina tutti i prìncipi sopravvissuti della dinastia. Favorisce così la presa di potere di Al-Husayn I ibn Ali al-Turki (Husayn I Bey), primo rappresentante della seconda dinastia beylicale tunisina: gli Husaynidi.